# Tina Galindo
Ernestina Galindo Ochoa Muza (28 de junio de 1945-Ciudad de México, 29 de enero de 2024), conocida como  Tina Galindo, fue una productora de teatro y televisión; empresaria; representante y activista mexicana. 
Fungió como representante artística de varios artistas, entre ellos Daniela Romo en 1982.

## Biografía
Nació en la Ciudad de México el 28 de junio de 1945.  Hija de Helena Muza y Francisco Galindo Ochoa. Su hermana fue María Elena Galindo. Inició su carrera en 1972, como asistente de producción en la obra Los efectos de los rayos gamma sobre las caléndulas, dirigida por Nancy Cárdenas.
De 1976 a 1982, dirigió el Teatro de la Ciudad. En 1982 comenzó su carrera como productora en solitario por Carmen Montejo, quien la impulsó a producir una obra con la compañía Teatro de las Américas Unidas.Fue directora de la empresa Melody y Vicepresidente de Representaciones Artísticas y Musicales para Grupo Televisa en 1996.

## Muerte
Galindo falleció del 29 de enero de 2024 a los 78 años, tuvo un paro respiratorio derivado por las complicaciones del COVID-19 en su hogar en la Ciudad de México.